# Hubertus Brandenburg
Hubertus Brandenburg, född 17 november 1923 i Osnabrück i Tyskland, död 4 november 2009 i Osnabrück, var biskop för Stockholms katolska stift mellan 1977 och 1998.
Brandenburg var värnpliktig marinofficer i tyska armén under andra världskriget. Han prästvigdes 1952. Han utnämndes till hjälpbiskop i Osnabrück och titulärbiskop av Strathernia 1974 och biskopsvigdes året därpå.
Brandenburg var biskop för Stockholms katolska stift från 1977 till 1998 då han pensionerade sig. Han efterträddes av Anders Arborelius, vars prästvigning och biskopsvigning Brandenburg själv förrättade.
Brandenburg avled i Osnabrück 2009 i en ålder av 85 år, och begravningsmässa hölls i Osnabrücks domkyrka den 14 november 2009.